# Piloseriopus haitensis
Piloseriopus haitensis là một loài Rêu trong họ Hookeriaceae. Loài này được (H.A. Crum & Steere) Sharp mô tả khoa học đầu tiên năm 1987.